# 高崎商科大学短期大学部
高崎商科大学短期大学部（たかさきしょうかだいがくたんきだいがくぶ、英語: Takasaki University of Commerce Junior College）は、群馬県高崎市根小屋町741に本部を置く日本の私立大学。1906年創立、1988年大学設置。大学の略称は商短。

## 概観

### 大学全体
- 群馬県高崎市に所在する日本の私立短期大学で、設置主体は学校法人高崎商科大学[1]。
- 学校法人高崎佐藤学園により1988年に高崎商科短期大学として開学。当初は商学科のみの単科短大だったが、1993年度

より2学科体制。2001年度より再び1学科体制となる、

### 建学の精神（校訓・理念・学是）
- 建学の精神[2]

「自主・自立」
- 教育理念[2]

「実学教育」「人間教育」「地域社会への貢献」

### 教育および研究
- 高崎商科大学短期大学部には現代ビジネス学科が設置されている。「ホテル・観光・ブライダル」、「医療・健康心理」、「ファッション・ビューティー」、「経営・会計コース」の各コースがある。そのため、同一学科内ではあるがコースごとに必修科目が異なる。

### 学風および特色
- 高崎商科大学短期大学部は、高崎商科大学に併設されている関係上、両者との交流が盛んである。

## 沿革
- 1906年
  - 母体となる私立佐藤裁縫女学校を創立[2]。
- 1987年
  - 12月23日 左記を以て文部省[注 4]より短期大学の設置が認可される。[3]
- 1988年
  - 4月1日 高崎商科短期大学（たかさきしょうかたんきだいがく）として以下の学科体制にて開学[注 5]。
    - 商学科 入学定員150名[6]
- 1988年
  - 5月1日 学生数[7]/定員
    - 商学科 219[注 6]/150
- 1991年
  - 4月1日 商学科の入学定員を150→230に増員する[注 7]。
  - 5月1日 学生数[12]/定員
    - 商学科 484[注 8]/380
- 1992年
  - 5月1日 学生数[注 9]/定員
    - 商学科 578[注 10]/460
- 1993年
  - 4月1日 以下の学科を増設する[注 11]。
    - 秘書科 入学定員100名[16]

  - 同 商学科の入学定員を230→210に減員[注 12]。
- 1993年
  - 5月1日 学生数[18]/定員
    - 商学科 566[注 13]/440
    - 秘書科 117[注釈 1]/100
- 1994年
  - 4月1日 秘書科においてはじめて男子学生が入学。
  - 5月1日 学生数[19]/定員
    - 商学科 520[注 14]/420
    - 秘書科 216[注 15]/200
- 1999年
  - 5月1日 学生数[20]/定員
    - 商学科 356[注 16]/420
    - 秘書科 158[注 17]/200
- 2000年
  - 4月1日 以下の学科については、この年度で学生募集を最終とする[注 18]。
    - 商学科
- 2001年
  - 4月1日 高崎商科大学短期大学部と改称[注 19]。
- 2004年
  - 3月31日 以下の学科・専攻については左記をもって正式に廃止とする[22]。
    - 商学科
- 2009年
  - 4月1日 現代ビジネス学科の入学定員を100→120に増員[23]。
- 2014年
  - 1月 平成26年度大学入試センター試験参加短期大学の1校となる[24]。
- 2015年
  - 1月 平成27年度大学入試センター試験参加短期大学の1校となる[25]。
- 2016年
  - 1月 平成28年度大学入試センター試験参加短期大学の1校となる[26]。
- 2025年
  - 4月1日 現代ビジネス学科を経営学科に改称し、入学定員を120→100に減員する予定[27]

## 基礎データ

### 所在地
- 群馬県高崎市根小屋町741

### 交通アクセス
- 上信電鉄上信線高崎商科大学前駅より徒歩約12分となっている。

### 象徴
- 右記資料も参照のこと[28]

## 教育および研究

### 組織

#### 学科
- 現代ビジネス学科 入学定員120名[1]
  - ホテル・観光・ブライダルコース
  - 医療・健康心理コース
  - ファッション・ビューティーコース
  - 経営・会計コース

##### 過去にあった学科
- 商学科 入学定員100名[注 20]

### 研究
- 『高崎商科短期大学紀要』[30]

## 学生生活
- 高崎商科大学#学生生活を参照のこと。

## 大学関係者と組織

### 大学関係者組織
- 高崎商科大学短期大学部には、高崎商科大学と同じく同窓会組織がある。詳細は「高崎商科大学#大学関係者組織」を参照のこと。

### 大学関係者一覧
- 高崎商科大学の人物一覧を参照のこと。

## 施設

### キャンパス
- 学生ホール
- 図書館
- 体育館
- 秘書実務室
- 礼法室
- テニスコートほか

## 対外関係

### 系列校
- 高崎商科大学
- 高崎商科大学附属高等学校
- 高崎商科大学さとう幼稚園

## 社会との関わり
- 高崎商科大学短期大学部は、財団法人短期大学基準協会における2009年度第三者評価の結果、「適格」認定を受けている[31]。

### 卒業後の進路について

#### 編入学・進学実績
- これまでの実績では、系列の高崎商科大学ほか新潟大学・高崎経済大学・白鷗大学・上武大学・秀明大学・駿河台大学・中央学院大学・東洋大学・明星大学・立正大学・横浜商科大学・静岡産業大学・愛知学院大学などがある。